# Uruguay ved sommer-OL 2016
Uruguay deltog under Sommer-OL 2016 i Rio de Janeiro som blev arrangeret i perioden 5. august til 26. august 2012. Siden landets officielle debut i 1920, har uruguayanske atleter optrådt i hver udgave af de olympiske lege, med undtagelse af de Sommer-OL 1980 i Moskva, på grund af sin delvise støtte til den USA-ledede boykot.

## Medaljer
| 2016 Rio de Janeiro | Guld | Sølv | Bronze | Total |
| Uruguay             | 0    | 0    | 0      | 0     |

## Svømning

### Resultater
| Dato      | Disciplin   | H/D    | Udøver           | Indledende heat | Indledende heat | Semifinale          | Semifinale          | Finale              | Finale              |
| Dato      | Disciplin   | H/D    | Udøver           | Tid             | Placering       | Tid                 | Placering           | Tid                 | Placering           |
| --------- | ----------- | ------ | ---------------- | --------------- | --------------- | ------------------- | ------------------- | ------------------- | ------------------- |
| 6. august | 100 m bryst | Herrer | Martin Melconian | 1:02,67         | 39              | ude af konkurrencen | ude af konkurrencen | ude af konkurrencen | ude af konkurrencen |